# ويليام ريان
ويليام ريان (بالإنجليزية: William Ryan) هو سياسي أمريكي، ولد في 8 مارس 1840 في تيبيراري في جمهورية أيرلندا، وتوفي في 18 فبراير 1925 في كريسنت سيتي في الولايات المتحدة. حزبياً، نشط في الحزب الديمقراطي. وقد انتخب عضو جمعية ولاية نيويورك وانتخب عضو مجلس النواب الأمريكي.